# Delron Felix
Delron Felix (* 20. Oktober 2000) ist ein grenadischer Schwimmer.

## Karriere
Felix nahm erstmals 2018 im Rahmen der Olympischen Jugend-Sommerspiele an olympischen Wettkämpfen teil. In Buenos Aires war er Fahnenträger seiner Nation und platzierte sich über 50 und 100 m Freistil jeweils auf Rang 37. Drei Jahre später war er Teilnehmer der Olympischen Spiele in Tokio. Dort war er erneut Fahnenträger Grenadas – dieses Mal gemeinsam mit Kimberly Ince. Im Wettbewerb über 100 m Freistil erreichte er Rang 58 von 70.